# Taanit Esther
Le jeûne d’Esther (en hébreu : תענית אסתר (Ta’anit Esther)) est un jeûne mineur du judaïsme, observé de l’aube au crépuscule du 13 Adar, à la veille de la fête de Pourim, en commémoration du jeûne de trois jours prescrit par la reine Esther aux Juifs de Suse (Est 4,16 : « Va, rassemble tous les Juifs qui se trouvent à Suse, et jeûnez pour moi, sans manger ni boire pendant trois jours, ni la nuit ni le jour »).

## L'instauration du jeûne
Contrairement à une croyance populaire, le jeûne d’Esther ne célèbre pas les jours anniversaires du jeûne. En effet, ce jeûne eut lieu, selon la tradition rabbinique le 13, le 14 et le 15 Nissan, c’est-à-dire à la veille de Pessa’h et ses deux premiers jours. L’interdit de jeûner à Pessa’h aurait été outrepassé car, aurait dit Esther, s’il n’y avait plus d’Israël, à quoi servirait Pessa’h ? Toutefois, l’état d’urgence étant passé, et le Second Temple reconstruit, cet usage ne pouvait être maintenu et le jeûne fut transféré au premier et second lundi ainsi qu’au premier jeudi suivant Pourim.
Ce fut selon toute vraisemblance au temps des Gueonim que fut institué le jeûne d’Esther à la date du 13 Adar, car dans le Talmud de Jérusalem, qui se basait sur la Meguilat Ta’anit, le 13 Adar était un jour de joie, appelé le « Jour de Nicanor », commémorant la victoire de Judas Maccabée sur le général hellène Nicanor (également mentionné dans 2 Macc. 15:35-36), et la coutume de jeûner le 13 Adar n’apparaît ni dans le Tanakh ni dans le Talmud. En revanche, Rachi, et Moïse Maïmonide la mentionnent.

La première occurrence du jeûne, ainsi que le calcul de la date se trouvent dans le She’iltot deRav A’haï Gaon (parashat Vayaqhel she’ilta 67:18) :
- le jeûne s’était perpétué depuis, ainsi qu’il est écrit (Esther 9:31) : « Et ils acceptèrent sur eux et sur leurs enfants d’assumer leurs jeûnes et leurs pleurs. »
- or, selon le Gaon, Est 9,18 parle d’un treizième jour, et le Talmud de Babylone (Meguila 2a) enseigne que « le treizième jour était jour de rassemblement », ce rassemblement se serait fait dans un but de prière publique et de jeûne.
- du fait de l’interdiction de jeûner le 13 Adar, le jeûne avait été repoussé après Pourim[9].

Rabbenou Tam (cet enseignement ne se trouve pas dans les Tossafot, mais est cité par le Rosh), le plus éminent des Tossafistes (XIIe siècle) enseignait que le jeûne ne commémorait pas celui prescrit par Esther, mais était néanmoins suggéré dans la Meguila : zman qehila signifiait selon lui que le peuple se serait réuni à la veille de la bataille, le 13 Adar, afin de s’attirer la faveur divine. Afin d’appuyer ses dires, Rabbenou Tam faisait remarquer que Moïse jeûna lors de la bataille contre Amalek.

## Ordonnances du jeûne
Ce jeûne n’étant cependant pas l’un des quatre prescrits par la Torah et les prophètes, les restrictions sont moindres, et les femmes enceintes, les mères au foyer, toute personne trop malade ou affaiblie pour supporter ce jeûne, en sont dispensés.
2e avis : cependant certains décisionnaires ne considèrent pas ce jeûne comme une coutume mais comme une commémoration du jeûne de trois jours instauré par la prophétesse Esther. Il s'applique donc à toute personne qui peut le supporter.(https://fr.chabad.org/library/article_cdo/aid/1128432/jewish/4-Le-Jene-dEsther.htm)
Certains jeûnaient trois jours mais de nos jours, seul le jeûne du 13 continue d’être observé.
Lorsque le 13 Adar tombe un jour de Shabbat (comme c’était le cas en 2007, en 2013 et en 2017), le jeûne est repoussé au jeudi précédent, car le vendredi est nécessaire pour se préparer pour le Shabbat, et la fête de Pourim à venir.

## Le jeûne d'Esther dans la Kabbale
Selon Joseph Caro, le jeûne prescrit à la veille de Pourim, ainsi que celui à la veille de Pessa’h ont pour but de rappeler à l’homme que s’il lui est permis de boire du vin à volonté, ce n’est pas pour satisfaire son « mauvais penchant » (yetzer hara), mais pour honorer son Créateur.
De plus, le jeûne d’Esther ne célèbre pas seulement le passé mais aussi les jours à venir, la demande de libérer les Juifs de Haman s’appliquant aussi à l'exil.

## Date du jeûne dans le calendrier grégorien
Le jeûne d’Esther coïncide avec le :
- lundi 9 mars 2020
- jeudi 25 Février 2021
- mercredi 16 mars 2022
- lundi 6 mars 2023
- jeudi 21 mars 2024 (avancé en raison de shabbat)
- jeudi 13 mars 2025
- lundi 2 mars 2026
- lundi 22 mars 2027